# Sapuny
Sapuny (deutsch Sapuhnen, bis 1928 mit Terka) ist ein Ort in der polnischen Woiwodschaft Ermland-Masuren. Er gehört zur Gmina Barczewo (Stadt-und-Land-Gemeinde Wartenburg in Ostpreußen) im Powiat Olsztyński (Kreis Allenstein).

## Geographische Lage
Sapuny liegt zwischen dem Umling-See (polnisch Jezioro Umląg) und dem Kirmeß-See (Jezioro Kiermas) im Westen der Woiwodschaft Ermland-Masuren, 14 Kilometer östlich der Kreis- und Woiwodschaftshauptstadt Olsztyn (deutsch Allenstein).

## Geschichte

### Sapuhnen/Sapuny
Gegründet wurde Sappuhnen (nach 1785 Groß Sapuhnen, nach 1820 Sapuhnen, ohne Zusatz, genannt) im Jahre 1367. 1785 wurde das adlige Gut und Vorwerk mit drei Feuerstellen im Amt Wartenburg im Kreis Heilsberg. Bei der Volkszählung am 3. Dezember 1861 erschien das Rittergut (Groß) Sapuhnen mit den Vorwerken Klein Sapuhnen (polnisch Sapunki) und Terka mit drei Wohngebäuden bei 68 Einwohnern.
Im Jahre 1874 wurde der Gutsbezirk Sapuhnen mit seinen Vorwerken in den neu errichteten Amtsbezirk Mokainen (polnisch Mokiny) im ostpreußischen Kreis Allenstein eingegliedert. Sapuhnen zählte im Jahre 1910 insgesamt 40 Einwohner.
Am 30. September 1928 verlor der Gutsbezirk Sapuhnen seine Eigenständigkeit und wurde wie auch das Vorwerk Klein Sapuhnen in die Landgemeinde Mokainen (Mokiny) eingegliedert. Das Vorwerk Terka kam zur Stadt Wartenburg (Barczewo).
Als das gesamte südliche Ostpreußen im Jahre 1945 in Kriegsfolge an Polen abgetreten wurde, erhielt Sapuhnen die polnische Namensform „Sapuny“, während Klein Sapuhnen dann „Sapunki“ genannt wurde. Sapuny ist heute in das Sołectwo (= „Schulzenamt“) Mokiny integriert und gehört somit zur Stadt-und-Land-Gemeinde Barczewo (Wartenburg i. Ostpr.) im Powiat Olsztyński (Kreis Allenstein), zwischen 1975 und 1998 der Woiwodschaft Olsztyn, seither der Woiwodschaft Ermland-Masuren zugehörig.

### Terka
Als „adliges Waldhaus zu Sapuhnen im Amt Wartenburg, Kreis Heilsberg“ wurde Terka im Jahre 1785 erwähnt. 1861 galt das Waldhaus als Wohnplatz zum Rittergut Sapuhnen. Es wurde am 30. September 1928 in die Stadt Wartenburg i. Ostpr. eingegliedert. Wohl schon vor 1945, aber real nach 1945 fand der Ort keine Erwähnung mehr. Dass er eine andere Bezeichnung als die deutsche gefunden hat, ist nicht anzunehmen. So wird Terka in der Stadt Wartenburg resp. Barczewo aufgegangen sein und als nicht mehr existent gelten.

## Kirche
Bis 1945 war Sapuhnen (mit Terka) in die evangelische Kirche Wartenburg (Ostpreußen) in der Kirchenprovinz Ostpreußen der Kirche der Altpreußischen Union, außerdem in die römisch-katholische Kirche St. Anna in Wartenburg eingepfarrt.
Bei Sapuny ist der Bezug zur katholischen Pfarrei in Barczewo, die jetzt zum Erzbistum Ermland gehört, geblieben. Die evangelischen Einwohner allerdings orientieren sich jetzt zur Christus-Erlöser-Kirche Olsztyn (Allenstein) in der Diözese Masuren der Evangelisch-Augsburgischen Kirche in Polen.

## Verkehr
Sapuny liegt südlich der polnischen und jetzt im Ausbau zur Schnellstraße begriffenen Landesstraße 16 (einstige deutsche Reichsstraße 127) und ist von dort über den Abzweig Barczewo (Wartenburg i. Ostpr.) in Richtung Silice (Quidlitz) zu erreichen. Eine Bahnanbindung besteht nicht.